# Теоклит Атанасопулос
Теоклит (на гръцки: Θεόκλητος, Теоклитос) е гръцки духовник, йерисовски, светогорски и ардамерски митрополит от 2012 година.

## Биография
Роден е в 1955 година в Триполи, Гърция, със светско име Панайотис Атанасопулос (Παναγιώτης Αθανασόπουλος). Учи теология в Богословския факултет на Атинския университет. На 6 декември 1978 година става монах. Ръкоположен е за дякон на 10 декември 1978 година от митрополит Теоклит Мантинейски и Кинурийски и за презвитер на 26 октомври 1980 година от същия епископ. Служи като проповедник (1979-2012) и протосингел (1992-2012) на Мантинейска и Кинурийска епархия. На 7 октомври 2012 година е ръкоположен в църквата „Свети Василий“ в Триполи за митрополит на Йерисовска, Светогорска и Ардамерска епархия.